# Фиалова, Квета
Квета Фиалова (чеш. Květa Fialová; наст. имя Кветослава, чеш. Květoslava, 1 сентября 1929 — 26 сентября 2017) — чехословацкая и чешская актриса театра и кино.

## Биография
Квета Фиалова родилась 1 сентября 1929 в селе Велке Дравце (ныне Банскобистрицкий край в Словакии). С 1946 по 1950 год проходила обучение в чешской Академии музыкальных и сценических искусств имени Яначека в городе Брно.
До конца 50-годов играла на сцене провинциальных театров, исполняя роли в современных пьесах, где преуспела в амплуа «социальной героини». Сменила несколько провинциальных театров работая в Чески-Тешине, Опаве, Ческе-Будеёвице, Колине, Мартине.
Дебютировала в кино в 1949 году. Особенно оказалась востребованной отечественным кинематографом во второй половине 60-х годов, когда стала сниматься особенно часто, перейдя из полюбившейся ей лирической кинокомедии в картины криминально-детективного и приключенческого жанра.
Её муж — режиссёр Павел Гаша (1929—2009).

## Избранная фильмография
| Год  | Русское название                       | Оригинальное название                                             | Роль                            |
| ---- | -------------------------------------- | ----------------------------------------------------------------- | ------------------------------- |
| 1949 | Большой шанс                           | Velká příležitost                                                 | Бланка                          |
| 1952 | Сплавщики                              | Plavecký mariáš                                                   | Божка, внучка старого сплавщика |
| 1953 | Предупреждение                         | Výstraha                                                          | Вера Кадлекова, телефонистка    |
| 1955 | Волынщик из Стракониц                  | Strakonický dudák                                                 | Белена                          |
| 1958 | В тот раз на Рождество                 | Tenkrát o Vánocích                                                | деревенская девушка             |
| 1959 | Даржбуян и Пандргола                   | Dařbuján a Pandrhola (чеш.)                                       | Марянка Клофатова               |
| 1959 | Принцесса с золотой звездой            | Princezna se zlatou hvězdou                                       | принцесса Флиоринделля          |
| 1964 | Лимонадный Джо                         | Limonádový Joe aneb Koňská opera                                  | Торнадо Лу                      |
| 1966 | Призрак замка Моррисвилль              | Fantom Morrisvillu                                                | леди Кларенс Гамильтон          |
| 1966 | Поезда под пристальным наблюдением     | Ostře sledované vlaky                                             | графиня                         |
| 1966 | Смерть за занавесом                    | Smrt za oponou                                                    | Милада Гавлова                  |
| 1966 | Убийство по-чешски                     | Vražda po našem                                                   | Алиса Покорны                   |
| 1967 | Конец агента                           | Konec agenta W4C prostřednictvím psa pana Foustky                 | агент Алиса Робертс             |
| 1968 | Грешные люди города Праги              | Hříšní lidé města pražského                                       | леди Макбет Ульрыхова           |
| 1968 | Вешние воды                            | Jarní vody                                                        | Полёзовова                      |
| 1968 | Пражские ночи                          | Pražské noci                                                      | женщина                         |
| 1968 | Тринадцатая комната                    | Třináctá komnata                                                  | Катежина Калистова              |
| 1969 | День седьмой, восьмая ночь             | Den sedmý, osmá noc                                               | журналистка                     |
| 1970 | Пропавшие банкноты                     | Na kolejích čeká vrah                                             | Троянова                        |
| 1970 | Похождения красавца-драгуна            | Partie krásného dragouna                                          | Драгичова                       |
| 1971 | Бабушка                                | Babička                                                           | княжна                          |
| 1971 | Соломенная шляпка                      | Slaměný klobouk                                                   | Анаис                           |
| 1973 | Лесная фея                             | Lesní panna                                                       |                                 |
| 1973 | Путешествие в Сант-Яго                 | Putovanie do San Jaga                                             | Джанет                          |
| 1973 | Хроника знойного лета                  | Kronika žhavého léta                                              | Эрна Краусова                   |
| 1974 | Человек из Лондона                     | Muž z Londýna                                                     | Сыкорова                        |
| 1974 | Тридцать случаев майора Земана         | 30 případů majora Zemana                                          | Аничка Хоракова / Вляста        |
| 1975 | Авантюрный Симплициссимус              | Des Christoffel von Grimmelshausen abenteuerlicher Simplicissimus | Лебушка                         |
| 1976 | Лето с ковбоем                         | Léto s kovbojem                                                   | Караскова, мать Боба            |
| 1977 | Адела ещё не ужинала                   | Adéla ještě nevečeřela                                            | графиня Тхунова                 |
| 1977 | Больница на окраине города             | Nemocnice na kraji města                                          | ассистенка                      |
| 1979 | Игра в корпус                          | Hra na telo                                                       | женщина Дивиша                  |
| 1982 | С тобой меня радует мир                | S tebou mě baví svět                                              | мачеха Пепы                     |
| 1986 | Мой грешный муж                        | Můj hříšný muž                                                    | мать Зденека                    |
| 1986 | Большое кинематографическое ограбление | Velká filmová loupež                                              |                                 |
| 1987 |                                        | Devět kruhů pekla (Чехословакия / Камбоджа)                       |                                 |
| 1990 | Колокол дроздов                        | Zvonokosy                                                         |                                 |
| 1993 | Арабелла возвращается                  | Arabela se vrací aneb Rumburak králem Říše pohádek                | Нокемеллерова                   |
| 1994 |                                        | Tři Alberti a slečna Matylda                                      | Матильда                        |
| 1995 | Жил-был полицейский                    | Byl jednou jeden polda                                            | старушка                        |
| 1996 | Шурин Дракулы                          | Draculův švagr                                                    |                                 |
| 1997 | Время ягод                             | Čas jeřabin                                                       |                                 |
| 1997 | Лучшие годы — псу под хвост            | Báječná léta pod psa                                              | бабушка Либа                    |
| 1999 | Все мои близкие                        | Všichni moji blízcí (Чехия / Словакия / Польша)                   | жена Зильберштейна              |
| 2002 | Ангельское лицо                        | Andělská tvář                                                     | мать-игуменья                   |
| 2005 | Девственность ни к чему                | Panic je nanic                                                    | бабушка Вашека                  |
| 2006 | Участники турпоездки                   | Účastníci zájezdu                                                 | Шарлота                         |